# I Follow Rivers
«I Follow Rivers» (с англ. — «Следую за реками») ― сингл шведской певицы Люкке Ли с её второго студийного альбома Wounded Rhymes (2011). Он был выпущен 21 января 2011 года в качестве второго сингла с альбома. Премьера трека состоялась исключительно на SPIN.com 10 января 2011 года. Бельгийский диджей The Magician сделал ремикс и переработал сингл в 2011 году. Эта версия заняла первое место в чартах Бельгии, Германии, Италии, Польши, Румынии и России, второе место в Швейцарии, Австрии, Ирландии и Нидерландах и четвёртое место во Франции. Ремикс был признан хаусом в стиле 90-х.

## Клип
В музыкальном клипе, снятом режиссёром Тариком Салехом в Нарсхольмене на шведском острове Готланд, Ли в чёрном одеянии и вуали преследует мужчину по заснеженному пейзажу. Неофициальное музыкальное видео, состоящее из сцен французского фильма «Жизнь Адель» с ремиксом The Magician, было загружено на YouTube пользователем Aldo Zuga 9 марта 2014 года и набрало более 400 миллионов просмотров по состоянию на сентябрь 2022 года.

## Трек-лист
- Danish, Finnish, Norwegian and Swedish iTunes EP – Remixes[7][8][9][10]

1. "I Follow Rivers" – 3:42
2. "I Follow Rivers" (Dave Sitek Remix) – 3:58
3. "I Follow Rivers" (The Magician Remix) – 4:40
4. "I Follow Rivers" (Van Rivers & The Sublimial Kid) – 6:41

- UK iTunes EP[11]

1. "I Follow Rivers" – 3:48
2. "I Follow Rivers" (Dave Sitek Remix) – 3:58
3. "I Follow Rivers" (Van Rivers & The Sublimial Kid) – 6:41

- UK 7" single[12]

A. "I Follow Rivers" – 3:48
B. "Get Some" (Primary 1 Remix)
- UK 12" single – The Remixes[13]

A1. "I Follow Rivers" – 3:48
A2. "I Follow Rivers" (The Magician Remix) – 4:40
B1. "I Follow Rivers" (Van Rivers & The Subliminal Kid Remix) – 6:41
B2. "I Follow Rivers" (Tyler, The Creator Remix) – 3:41
- German CD single[14]

1. "I Follow Rivers" (The Magician Remix) – 4:40
2. "I Follow Rivers" (Radio Edit) – 3:20

## Чарты
| Чарт(2011–17/2019)                                   | Высшая позиция |
| ---------------------------------------------------- | -------------- |
| Австрия (Ö3 Austria Top 40)                          | 2              |
| Бельгия/Фландрия (Ultratop 50)                       | 1              |
| Бельгия/Валлония (Ultratop 50)                       | 1              |
| Brazil (Billboard Hot 100 Airplay)                   | 48             |
| Brazil (Hot Pop Songs)                               | 12             |
| СНГ (TopHit)                                         | 5              |
| Чехия (Rádio — Top 100)                              | 5              |
| Дания (Tracklisten)                                  | 40             |
| Европа (Billboard Euro Digital Song Sales)           | 10             |
| Франция (SNEP)                                       | 4              |
| Германия (GfK)                                       | 1              |
| Greece Digital Songs (Billboard)                     | 1              |
| Венгрия (Rádiós Top 40)                              | 6              |
| Венгрия (Dance Top 40)                               | 2              |
| Ирландия (IRMA)                                      | 2              |
| Италия (FIMI)                                        | 1              |
| Люксембург (Billboard Luxembourg Digital Song Sales) | 1              |
| Нидерланды (Dutch Top 40)                            | 2              |
| Нидерланды (Single Top 100)                          | 3              |
| Польша (Polish Airplay Top 100)                      | 1              |
| Польша (Dance Top 50)                                | 1              |
| Португалия (Billboard Portugal Digital Song Sales)   | 3              |
| Romania (Romanian Top 100)                           | 1              |
| Румыния (Romanian Radio Airplay)                     | 1              |
| Румыния (Romania TV Airplay)                         | 1              |
| Словакия (Rádio — Top 100)                           | 13             |
| Slovenia (SloTop50)                                  | 14             |
| Швеция (Sverigetopplistan)                           | 44             |
| Швейцария (Schweizer Hitparade)                      | 2              |

| Чарт(2011)                     | Позиция |
| ------------------------------ | ------- |
| Belgium (Ultratop 50 Flanders) | 7       |
| Belgium (Ultratop 50 Wallonia) | 7       |
| Netherlands (Dutch Top 40)     | 179     |

| Chart (2012)                      | Position |
| --------------------------------- | -------- |
| Austria (Ö3 Austria Top 40)       | 21       |
| Belgium (Ultratop 50 Flanders)    | 12       |
| Belgium (Ultratop 50 Wallonia)    | 7        |
| France (SNEP)                     | 6        |
| Germany (Media Control AG)        | 3        |
| Hungary (Dance Top 40)            | 18       |
| Hungary (Rádiós Top 40)           | 15       |
| Ireland (IRMA)                    | 16       |
| Netherlands (Dutch Top 40)        | 3        |
| Netherlands (Single Top 100)      | 4        |
| Romania (Romanian Top 100)        | 1        |
| Russia Airplay (Tophit)           | 72       |
| Switzerland (Schweizer Hitparade) | 9        |

| Chart (2013)                      | Position |
| --------------------------------- | -------- |
| France (SNEP)                     | 45       |
| Hungary (Dance Top 40)            | 25       |
| Hungary (Rádiós Top 40)           | 97       |
| Italy (FIMI)                      | 7        |
| Slovenia (SloTop50)               | 28       |
| Russia Airplay (Tophit)           | 1        |
| Switzerland (Schweizer Hitparade) | 72       |
| Ukraine Airplay (Tophit)          | 56       |

| Чарт(2014)               | Позиция |
| ------------------------ | ------- |
| France (SNEP)            | 83      |
| Russia Airplay (Tophit)  | 148     |
| Ukraine Airplay (Tophit) | 187     |

| Чарт(2015)    | Позиция |
| ------------- | ------- |
| France (SNEP) | 177     |

| Чарт(2019)     | Позиция |
| -------------- | ------- |
| Portugal (AFP) | 2541    |

| Чарт(2010–2019)                  | Позиция |
| -------------------------------- | ------- |
| Germany (Official German Charts) | 44      |

| Чарт                     | Позиция |
| ------------------------ | ------- |
| Belgium (Wallonia) (BEA) | 6       |
| France (SNEP)            | 1       |

## Сертификации
| Регион | Сертификация  | Продажи   |
| --- | ------------- | --------- |
| Австрия (IFPI Austria) | Платиновый    | 30 000*   |
| Бельгия (BEA) | 2× Платиновый | 60 000*   |
| Франция (SNEP) | Бриллиантовый | 250 000*  |
| Германия (BVMI) | 5× Золотой    | 750 000^  |
| Италия (FIMI) | 3× Платиновый | 90 000*   |
| Швейцария (IFPI Switzerland) | 3× Платиновый | 90 000^   |
| Великобритания (BPI) | Серебряный    | 200 000   |
| Стриминг |               |           |
| Дания (IFPI Danmark) | Золотой       | 1 300 000 |
| * Данные о продажах приведены только на основе сертификации. · ^ Данные о тиражах приведены только на основе сертификации. · Данные о продажах + прослушиваниях приведены только на основе сертификации. · Данные только о прослушиваниях приведены на основе сертификации. |               |           |